# Westliche Allzunah
Die Burg Westliche Allzunah befindet sich nördlich von Herrmannsacker im Landkreis Nordhausen in Thüringen.

## Standort
Sie liegt 395 Meter über NHN, 300 Meter südwestlich der Burg Schadewald.
Der Burgplatz der Höhenburg mit Wall- und Grabenresten hat noch eine Gesamtausdehnung von 30 × 50 Meter im Gelände. Er ist mit ihr durch eine Talfalte getrennt unmittelbar über dem Krebsbachtal 1,4 Kilometer nördlich Herrmannsacker.
Geschichtlich waren diese Anlagen eng mit der Burg Schadewald verknüpft. Sie gehört zu den Allzunah-Burgen.